# Ljubinić

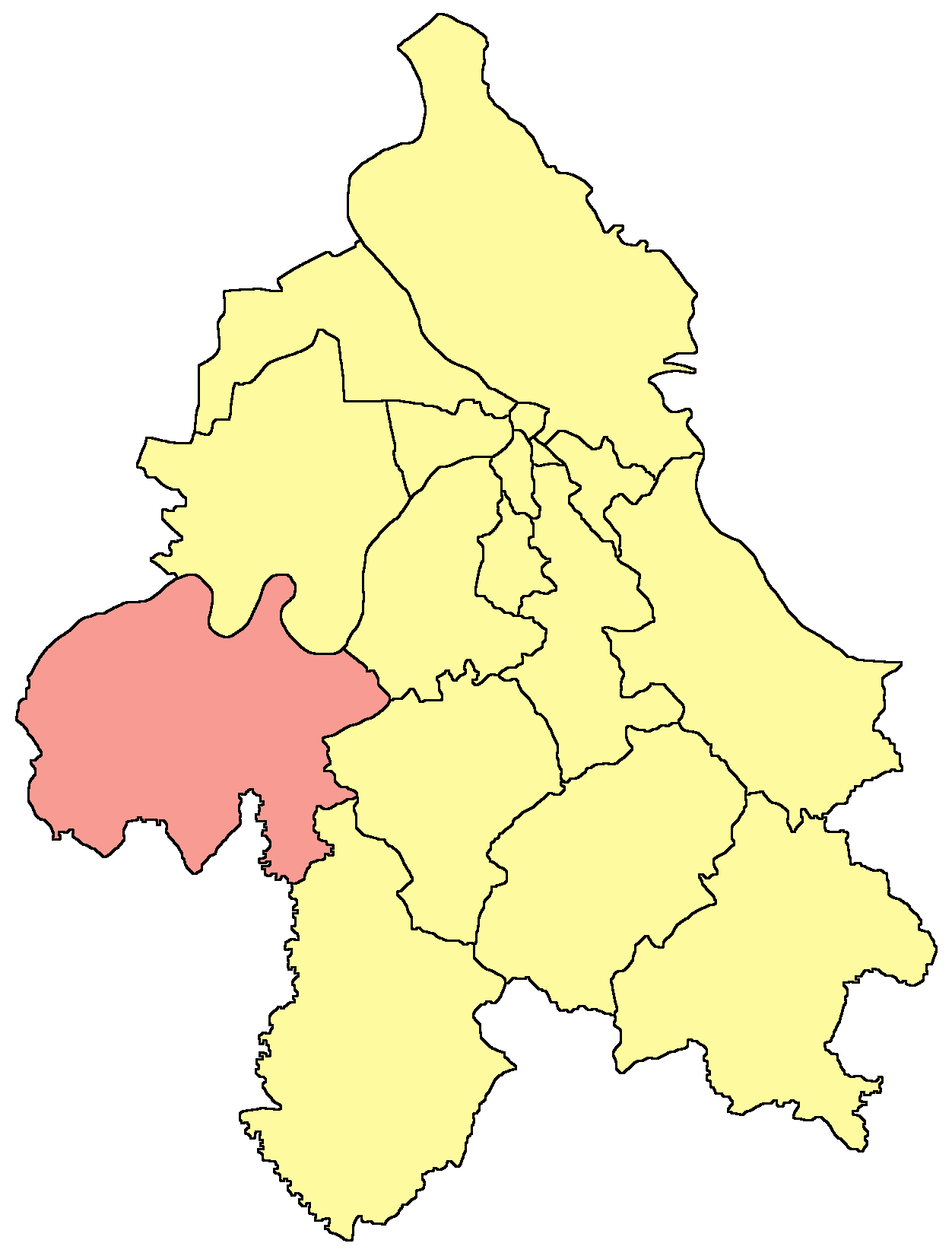
Localisation de la municipalité d'Obrenovac dans la Ville de Belgrade

Ljubinić (en serbe cyrillique : Љубинић) est un village de Serbie situé dans la municipalité d’Obrenovac et sur le territoire de la Ville de Belgrade. Au recensement de 2011, il comptait 775 habitants.

## Démographie

### Évolution historique de la population
| 1948  | 1953  | 1961  | 1971  | 1981  | 1991  | 2002 | 2011 |
| ----- | ----- | ----- | ----- | ----- | ----- | ---- | ---- |
| 1 207 | 1 244 | 1 193 | 1 041 | 1 023 | 1 002 | 855  | 775  |

|  |